# Martha Schwartz (Landschaftsarchitektin)
Martha Schwartz (* 1950 in Philadelphia, Pennsylvania) ist eine US-amerikanische Landschaftsarchitektin und Hochschullehrerin. Sie unterhält unter dem Namen Martha Schwartz Partners Büros mit Sitz in Cambridge (Massachusetts) und London. Schwartz lehrt als Professorin für Landschaftsarchitektur an der Harvard Graduate School of Design.

## Leben und Werk
Schwartz studierte Landschaftsarchitektur an der University of Michigan, wo sie 1977 den Mastergrad erlangte. Anschließend absolvierte sie an der Harvard Graduate School of Design ein Postgraduiertenstudium.
In ihren Arbeiten liegt der Fokus auf Projekten großstädtischer Dimension und der Erkundung neuer Designformen in der Landschaft. Sie verfolgt den Anspruch landschaftliche Gestaltungslösungen zu entwickeln, die den Grenzverlauf zwischen Landschaft, Design und Kunst verschwimmen lassen.
Schwartz war mit dem Landschaftsarchitekten Peter Walker verheiratet und unterhielt mit ihm ein gemeinsames Büro. Für ihre Projekte arbeitete sie u. a. mit den Architekten Philip Johnson, John Burgee Architects, Mark Mack und Arata Isozaki zusammen.
Martha Schwartz erhielt für ihre Arbeiten zahlreiche Preise und Auszeichnungen.

## Wichtige Bauten und Projekte

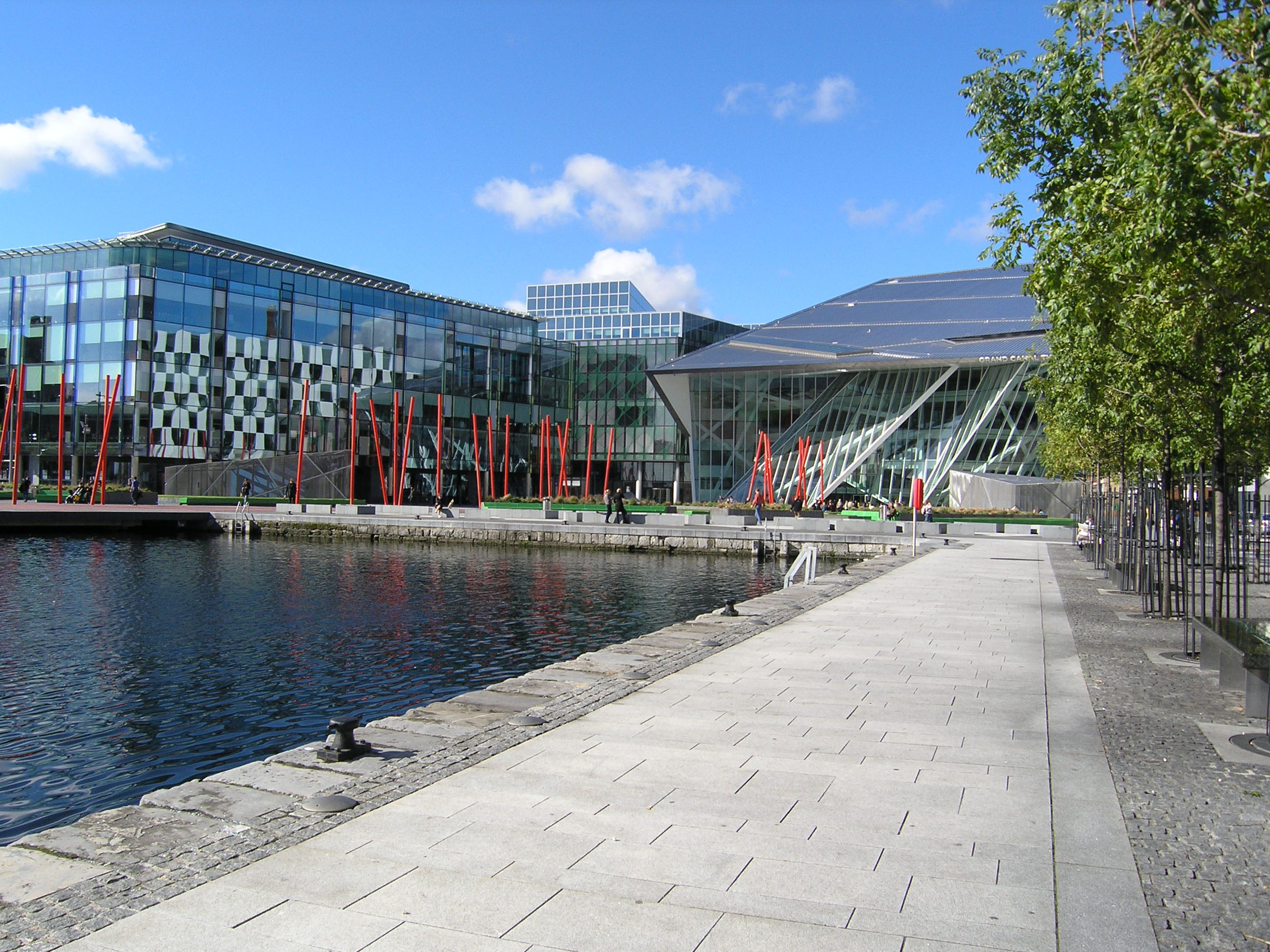
Gestaltung des Grand Canal Theatre Square, Dublin

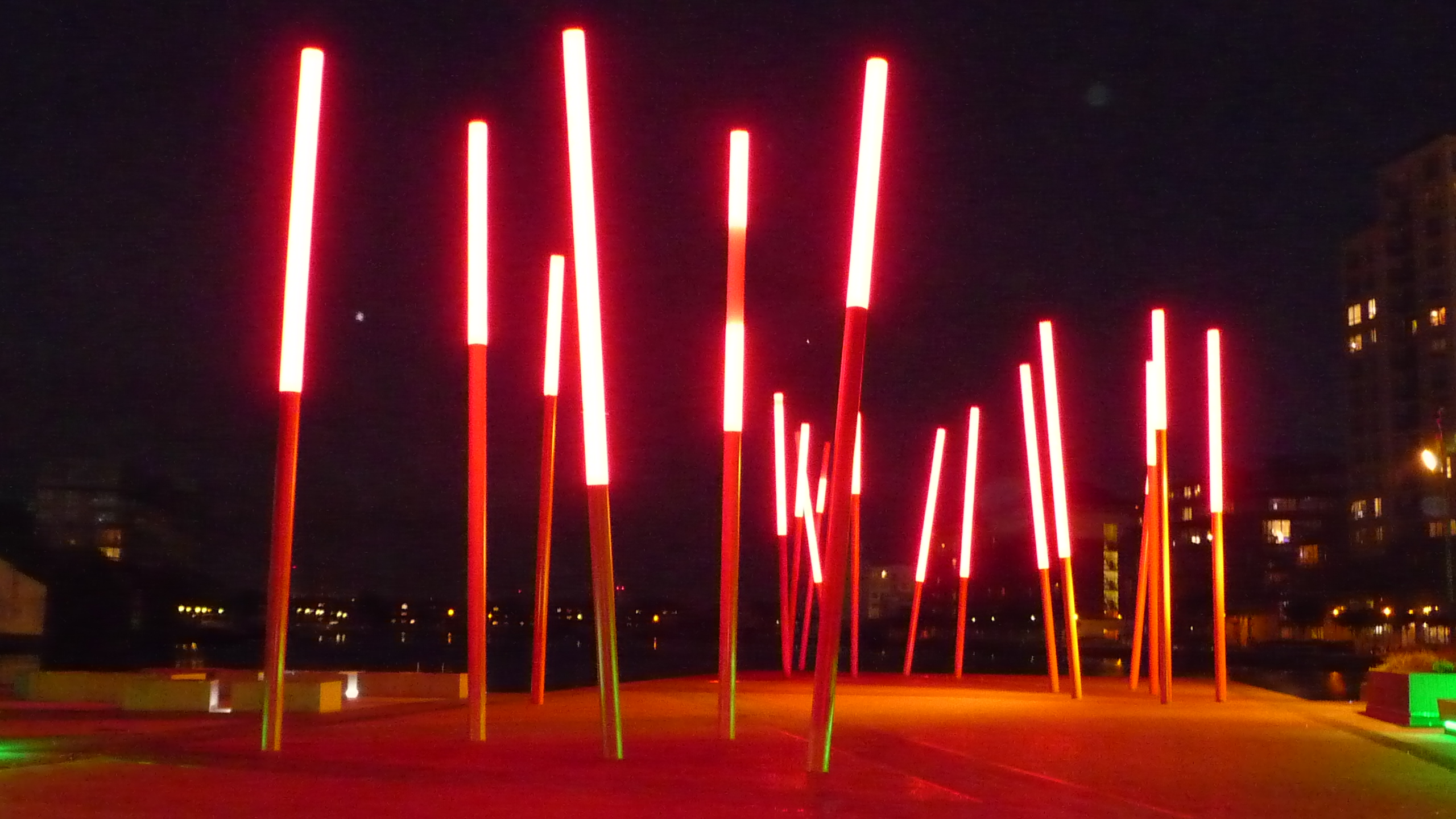
Illumination des Grand Canal Theatre Square, Dublin

- Gestaltung des Grand Canal Square, Dublin. 2010
- Swiss Re Hauptverwaltung Deutschland. 2002. Unterföhring, Deutschland (Architekten: Bothe Richter Teherani)
- Nexus World Kashii - Fukuoka International Housing, Site B-4. 1990-91. Fukuoka, Japan (Architekt: Mark Mack)
- HUD Plaza, Washington D.C. 1994–1995. Washington D.C., USA